# Tenebroides fuscus
Tenebroides fuscus е вид бръмбар от семейство Trogossitidae.

## Разпространение
Видът е разпространен в Австрия, България, Германия, Естония, Испания, Италия, Полша, Словакия, Украйна (Крим), Унгария, Франция, Чехия и Швейцария.

## Описание
Популацията на вида е стабилна.